# Aʾ
ẚ (korrekt utseende visas i bilden, se förklaring nedan) är ett skrivtecken (Character) i Universal Coded Character Set och Unicode, med namnet (Character Name) LATIN SMALL LETTER A WITH RIGHT HALF RING, kodpunktsnummer (Code Point number) U+1E9A. Det återfinns i teckentabellen (Code Chart) ”Latin Extended Additional”.

## Misstag med skrivtecknetsglyf
Förvirring har rått om detta skrivteckens utseende. Den halva ringen skall vara snett ovanför till höger, så som denna artikels bild visar. Genom ett misstag av Unicode Consortium i några versioner av Unicodestandarden spreds en felaktig glyf som gav intrycket att den halva ringen skulle vara rakt ovanför a:et. Detta misstag har rättats till, men i många typsnitt finns den felaktiga versionen. Eftersom sådana typsnitt fick stor spridning kan läsare av denna artikel se den felaktiga versionen av tecknet som första ord i denna artikels inledningsmening. När skrivtecknet U+1E9A LATIN SMALL LETTER A WITH RIGHT HALF RING diskuteras (som i denna artikel) och man ser ett a med halv ring rakt ovanför (a͗), skall detta alltså tydas som tecknet som visas i bilden ovan.

## Kompatibilitetsnormalisering och versalen Aʾ
Skrivtecknets kompatibilitetsnormalisering är aʾ, U+0061 LATIN SMALL LETTER A med U+02BE MODIFIER LETTER RIGHT HALF RING.
Till skillnad från många andra gemener i UCS/Unicode har ẚ inte någon motsvarande versal. Ett tecken som ser ut som Aʾ (ring till höger) kan endast skrivas med vanligt stort A kombinerat med U+02BE MODIFIER LETTER RIGHT HALF RING. Eftersom det var ett misstag att sätta ringen rakt ovanför, skall A͗ (vanligt A med U+0357 COMBINING RIGHT HALF RING ABOVE) inte användas, om en versal motsvarighet skall improviseras.
När den improviserade, egentligen inte existerande versalen Aʾ skrivs med vanligt stort A kombinerat med U+02BE MODIFIER LETTER RIGHT HALF RING hamnar den halva ringen vanligen för långt åt höger.
I vissa transkriptioner (till exempel i uraliska fonetiska alfabetet, i vissa samiska dialekters beskrivning och ibland i latinisering av arabiska) finns a följt av halv ring (aʾ), men denna visuella effekt kan inte pålitligt skapas med U+1E9A LATIN SMALL LETTER A WITH RIGHT HALF RING på grund av det ovannämnda misstaget med glyfen.

## Wikipedias hantering av skrivtecknet
Idag (2022) tillåter Wikipedia inte detta tecken som artikelnamn, av tekniska skäl. Det artikelnamn som visas högst upp består av vanligt litet a kombinerat med U+02BE MODIFIER LETTER RIGHT HALF RING, vilket ger ett felaktigt intryck, eftersom den halfa ringen vanligen hamnar för långt åt höger.